# Neoregelia kerryae
Neoregelia kerryae är en gräsväxtart som beskrevs av Elton Martinez Carvalho Leme. Neoregelia kerryae ingår i släktet Neoregelia och familjen Bromeliaceae. Inga underarter finns listade i Catalogue of Life.